# Constance Gordon-Cumming
Constance Frederica «Eka» Gordon-Cumming (Altyre, Escocia, 26 de mayo de 1837 – 4 de septiembre de 1924) fue una escritora de viajes y pintora escocesa. 

## Biografía
Nació el 26 de mayo de 1837 en Altyre, cerca de Forres en Escocia. Era la duodécima hija de una familia pudiente. Sus padres eran Sir William Gordon-Cumming, 2º Baronet, y Elizabeth María (Campbell) Cumming. Era la tía de Sir William Gordon-Cumming, 4º Baronet. Se crio en Northumberland y fue educada en Fulham, Londres. Fue pintora autodidacta, con la ayuda de algunos artistas que visitaron su hogar, entre ellos, uno de los pintores favoritos de la Reina Victoria del Reino Unido, Sir Edwin Landseer. Tras pasar un año en la India en 1867, se interesó por los viajes. 
Gordon-Cumming era una prolífica escritora de viajes y paisajista (pintó más de mil acuarelas) que viajó por el mundo, principalmente, por Asia y el Pacífico. Entre los lugares que visitó, están Australia, Nueva Zelanda, Estados Unidos, China, y Japón. Llegó a Hilo, Hawái en octubre de 1879, y estuvo entre los primeros artistas que pintaron volcanes en activo.  Sus diarios de viaje de Hawaii, Fire Fountains: The Kingdom of Hawaii, fue publicado en Edimburgo en 1883.
Sus libros más famosos son At Home in Fiji y A Lady's Cruise on a French Man-of-War. Este último fue el resultado de una invitación a unirse a un barco francés que había sido puesto al servicio del obispo de Samoa, para que pudiera visitar con él las partes más remotas de su extensa diócesis. 
La señorita Gordon-Cumming fue muy criticada por los escritores varones de su época, quizá porque no encajaba en el rol que se le asignaba a la mujer en la tradicional moral de la época Victoriana, ya que a menudo viajaba sola y sin ayuda. Henry Adams dijo que sus libros eran una colección de anécdotas sin mucho interés. En cualquier caso, sus dibujos de paisajes y sus acuarelas parecen ser admiradas universalmente. 
Gordon-Cumming visitó el valle de Yosemite en abril de 1878, después de visitar Tahití. Su intención era quedarse durante tres días, pero acabó quedándose por tres meses. Ella declaró que "he vagado lo suficiente por este ancho mundo para reconocer un lugar gloriosamente único cuando tengo la suerte de verlo". Publicó las cartas que escribió a casa durante esa época con el nombre Granite Crags en 1884. Mientras estaba en Yosemite, Gordon-Cumming dibujó también esbozos en acuarela que exhibió en el propio valle, realizando así la primera exposición artística en Yosemite.
En 1879, mientras visitaba Pekín, en China, Gordon-Cumming conoció a William Hill Murray, un misionero escocés destinado a China. Él fue el inventor de un sistema numeral mediante el cual, ciudadanos chinos ciegos y analfabetos aprendían a leer y escribir. El sistema consistía en asignar números a cada uno de los 408 sonidos del chino mandarín. Gordon-Cumming escribió un libro (1899) que hablaba del sistema y apoyó la escuela de Murray durante el resto de su vida. Murió en Escocia el 4 de septiembre de 1924, y está enterrada cerca de Crieff.
El Honolulu Museum of Art, el Oakland Museum of California y el Yosemite Museum están entre las colecciones públicas que contienen obras de Constance Gordon-Cumming.

## Obras selectas

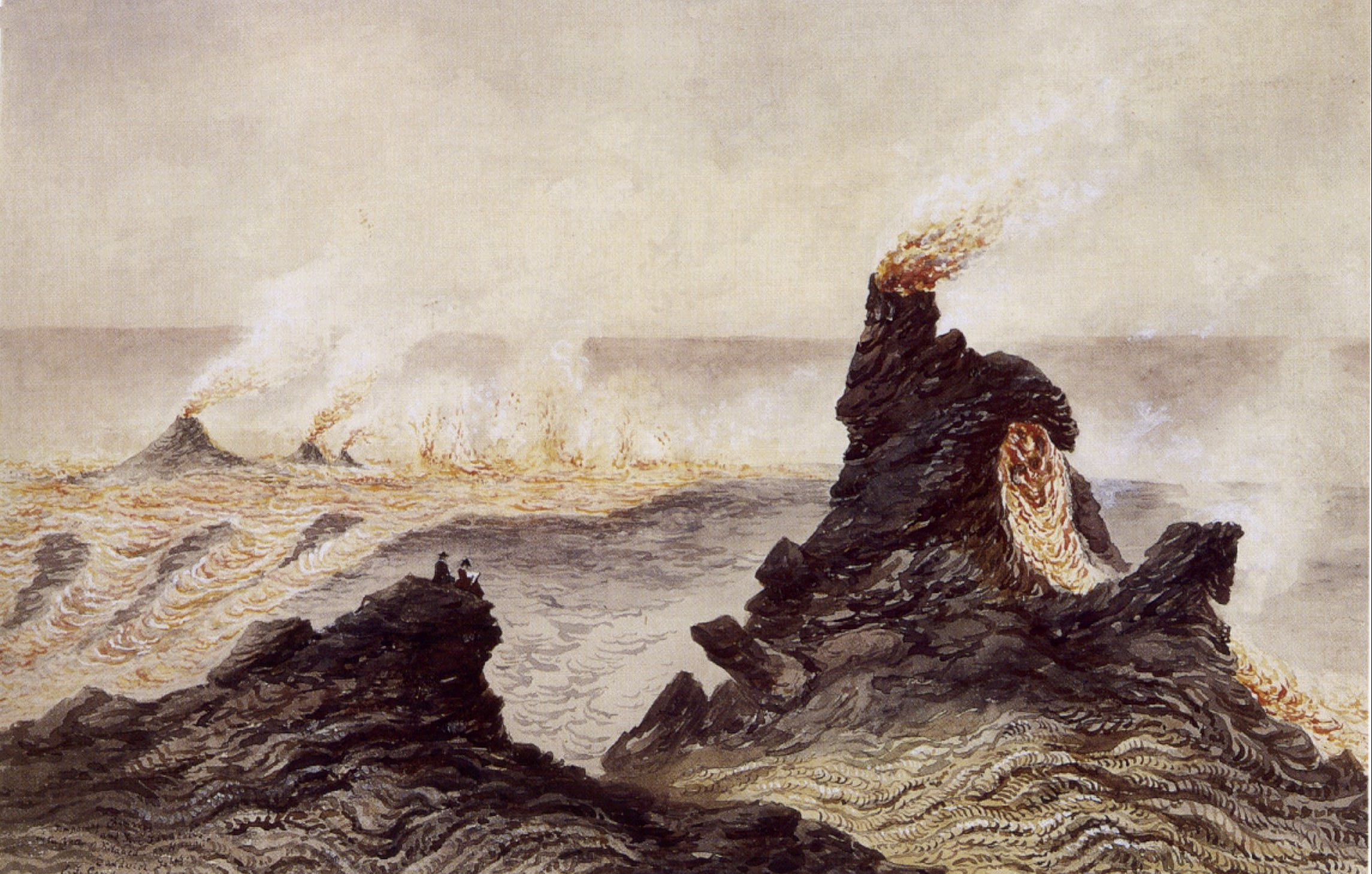
'Temporary Chimneys and Fire Fountains', acuarela de Constance Gordon-Cumming, 1880.
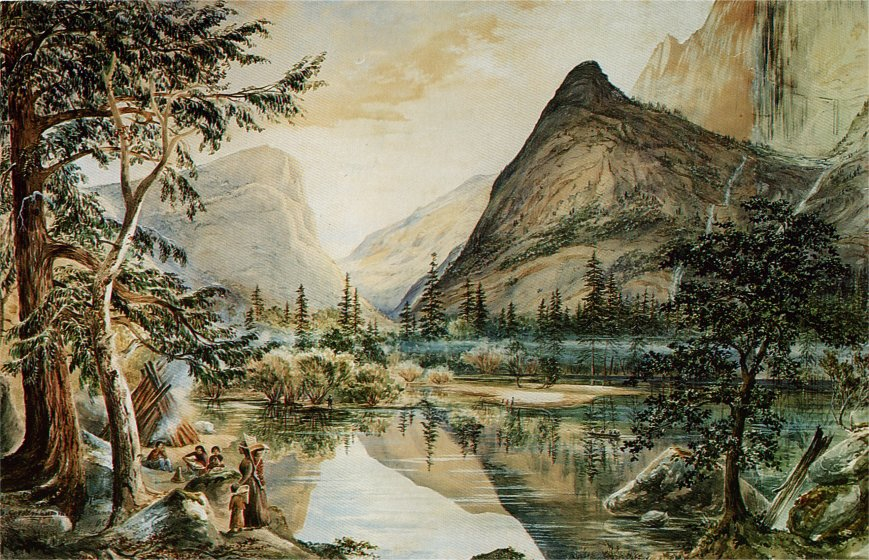
Indian Life at Mirror Lake (1878) de C. F. G.-C.
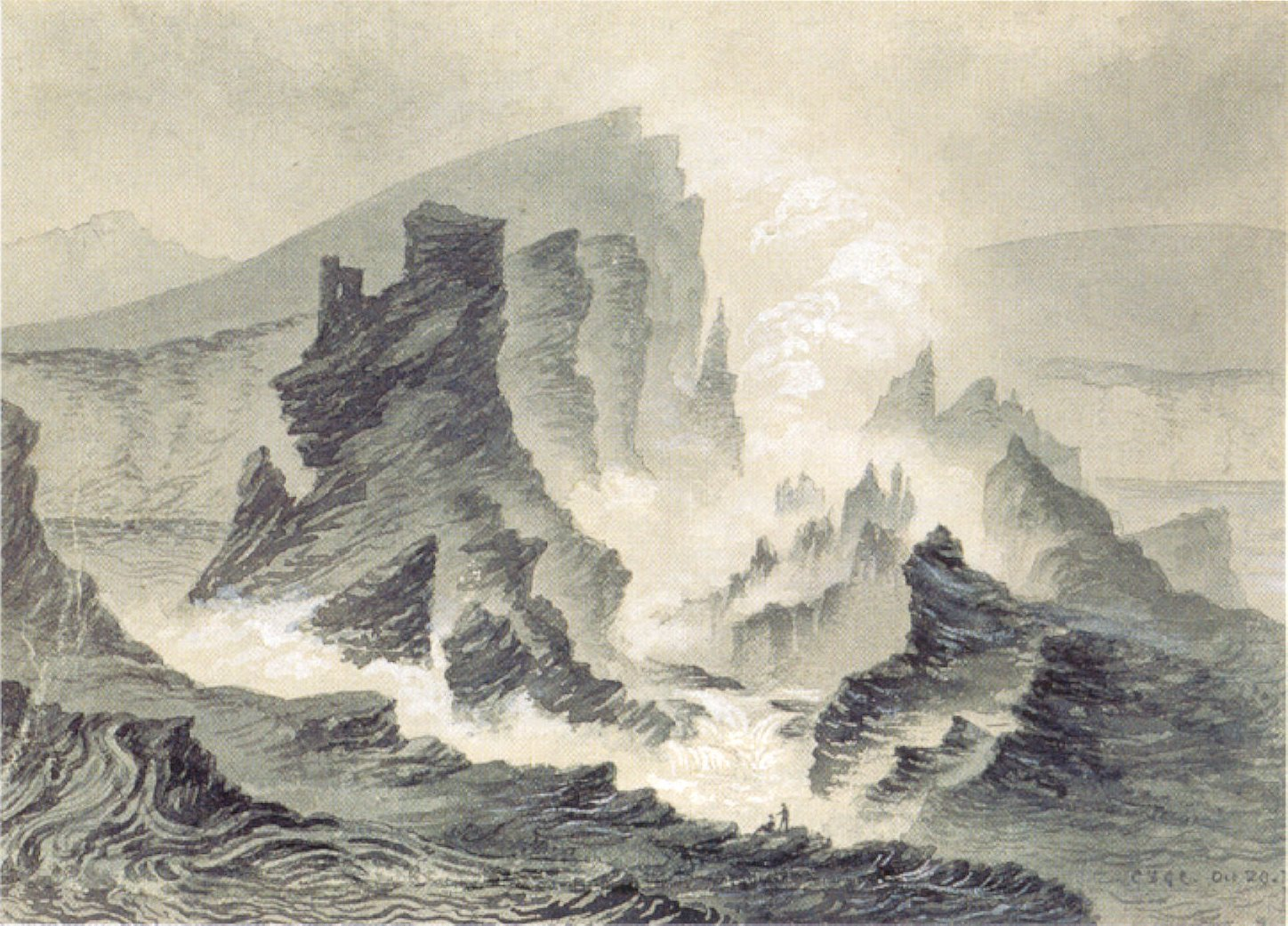
Halemaumau, 1879, lavado de tinta con destellos de blanco sobre trazas de grafito, de Constance Gordon-Cumming, 1879, Honolulu Museum of Art.

## Publicaciones
- 1876 From the Hebrides to the Himalayas; a Sketch of Eighteen Months' Wanderings in Western Isles and Eastern Highlands. (Londres: Sampson Low, Marston)
- 1881 "The Last King of Tahiti," Contemporary Review, v.41, (Londres)
- 1881 At Home in Fiji (Edimburgo: William Blackwood)
- 1882 A Lady's Cruise in a French Man-of-War (Edimburgo: William Blackwood & Sons)
- 1882 "Gordon Ningpo and the Buddhist Temples," The Century Magazine (Sept.) (online en Making of America)
- 1883 Fire Fountains: The Kingdom of Hawaii (Edimburgo: William Blackwood)
- 1883 In the Hebrides (Edimburgo). De crucero por las islas escocesas.
- 1884 "Fijian Pottery," The Art Journal
- 1884 Granite Crags Edinburgh and London: William Blackwood & Sons). Reimpreso en 1886 y 1888 como Granite Crags of California, con dos ilustraciones menos.
- 1884 In the Himalayas and on the Indian Plains (Londres: Chatto & Windus)
- 1884 "New Zealand in Blooming December," The Century Magazine (Dec.) (online en Making of America)
- 1885 "The Offerings of the Dead," British Quarterly Review
- 1885 Via Cornwell to Egypt (Londres: Chatto & Windus)
- 1886 Granite crags of California (Edimburgo y Londres: William Blackwood & Sons)
- 1886 Wanderings in China 2 v. (Edinburgh & London: William Blackwood & Sons)
- 1887 Work for the Blind in China: Showing How Blind Beggars may be transformed into useful Scripture Readers Parte I (Londres: Gilbert & Rivington), Parte II (Helensburgh, [1892])
- 1889 Notes on Ceylon (Londres)
- 1889 Notes on China and its Missions (Londres)
- 1890 "Across the Yellow Sea," Blackwood's Magazine
- 1892 Two Happy Years in Ceylon, 4d ed., 2 v. (Edimburgo y Londres: William Blackwood & Sons)
- 1893 Two Happy Years in Ceylon, (Londres: Chatto & Windus)
- 1895 The Blind in China (Helensburgh)
- 1899 The Inventor of the Numeral-type for China, by the use of which Illiterate Chinese both Blind and Sighted can very Quickly be Taught to Read and Write Fluently (Londres: Downey & Co.)
- 1900 Wanderings in China (Edimburgo: W. Blackwood.)
- 1904 Memories. Autobiografía